# Pic Skalisty
Le pic Skalisty est un sommet du Tadjikistan s'élevant à 5 707 mètres d'altitude dans le chaînon Shugnan, dont il constitue le point culminant, dans le Pamir.